# گروه پرفورمنس فود
گروه پرفورمنس فود (انگلیسی: Performance Food Group) شرکت صنایع غذایی آمریکایی است، که در سال ۱۸۸۵ تأسیس شد.